# Kazimierz Olejnik
Kazimierz Olejnik (ur. 1 stycznia 1957 w Józefowie) – polski prokurator. Zasłynął dzięki pomocy w zwalczaniu zorganizowanej przestępczości na terenie Polski, dzięki czemu został nazwany „polskim Falcone”.

## Życiorys

### Dzieciństwo i młodość
Kazimierz Olejnik urodził się w 1957 roku w Józefowie. Ukończył studia prawnicze na Wydziale Prawa i Administracji w Uniwersytecie Łódzkim.

### Współpraca z rządem komunistycznym
Podczas studiów w Socjalistycznym Związku Studentów Polskich w latach 1976–1982. W latach 1980–1990 należał do PZPR.

### Praca jako prokurator
W grudniu 1982 roku Kazimierz Olejnik podjął służbę w organach prokuratury, początkowo w charakterze aplikanta i asesora Prokuratury Rejonowej Łódź–Śródmieście. W latach 1986–1988 pracował jako podprokurator i prokurator Prokuratury Rejonowej Łódź Śródmieście. W 1988 roku został przeniesiony do Pabianic. Rok później wrócił do pracy w Łodzi. W latach 1993–1995 pracował jako Naczelnik Wydziału Śledczego w Prokuratorze Okręgowej w Łodzi. W latach 1995–2000 działał jako Naczelnik Wydziału do Spraw Przestępczości Zorganizowanej w Łodzi i jednocześnie Zastępca Prokuratora Okręgowego w Łodzi. W latach 2000–2001 pracował jako Prokurator Okręgowy w Łodzi, a w latach 2001–2002 jako Prokurator Apelacyjny w Łodzi. W latach 2003–2006 był zastępcą Prokuratora Generalnego.

### Wypadek samochodowy
Dnia 24 czerwca 2005 roku prokurator krajowy jechał z Warszawy w delegacji, podczas której miało nastąpić otwarcie nowej siedziby prokuratury w Ostrowie Wielkopolskim. Tuż po godzinie 10 Kazimierz Olejnik uległ ciężkiemu wypadkowi samochodowemu na drodze krajowej nr 8 Warszawa-Wrocław w Tomaszowie Mazowieckim wraz ze swoim kierowcą. Kierowca służbowego Opla Vectry stracił panowanie nad samochodem. Samochód przebił metalową barierkę, zjechał z nasypu i dachował. Według opinii biegłych, pojazd poruszał się z prędkością 150 km/h.

### Dalsza praca
Minister sprawiedliwości Krzysztof Kwiatkowski przywrócił Kazimierza Olejnika do czynnej służby prokuratorskiej 27 listopada 2009 roku, pomimo podzielonych opinii w Ministerstwie. Według medialnych spekulacji przywrócenie Kazimierza Olejnika może mieć związek z wyborem na stanowisko prokuratora generalnego.
W 2012 roku ostro skrytykował wyjaśnienie katastrofy smoleńskiej. Po skandalu z zamianą ciał ofiar tragedii smoleńskiej prok. Olejnik stwierdził, że to polscy prokuratorzy powinni być obecni w trakcie sekcji ofiar w Rosji, ponieważ „oględziny i sekcja to wręcz kanon pracy”. W związku z tą krytyką Prokuratura Generalna wszczęła przeciwko niemu postępowanie, jednak obie instancje sądu prokuratorskiego uniewinniły Olejnika, zaś kasację od tych wyroków złożoną przez prokuratora generalnego Andrzeja Seremeta oddalił Sąd Najwyższy określając ją jako „oczywiście bezzasadną”.

## Odznaczenia
- Brązowy Krzyż Zasługi[5]
- Złoty Krzyż Zasługi[5]

## Publikacje prawne
- Zakres stosowania czynności operacyjnych – stan faktyczny, oczekiwania, potrzeby i możliwości wykorzystania ustaleń operacyjnych w procesie karnym oraz dopuszczalny udział sędziego i prokuratora w działaniach operacyjnych (Praktyczne elementy zwalczania przestępczości zorganizowanej i terroryzmu, red. Lech Paprzycki, Zbigniew Rau, Warszawa 2009)[5]
- Problematyka dowodowa przestępstw o charakterze terrorystycznym oraz efekty czynności operacyjnych (Prokurator 2006, nr 4)[5]
- Zakres stosowania czynności operacyjnych, możliwości procesowego wykorzystania ustaleń operacyjnych w procesie karnym oraz dopuszczalny udział sędziego i prokuratora w działaniach operacyjnych (Prokurator 2007, nr 1)[5]
- Niezależność prokuratury, a wiarygodność postępowania karnego – zagadnienia wybrane (Prokurator 2007, nr 2)[5]